# Yūya Taguchi
Yūya Taguchi (japanisch 田口 裕也 Taguchi Yūya; * 8. April 2001 in der Präfektur Mie) ist ein japanischer Fußballspieler.

## Karriere
Yūya Taguchi erlernte das Fußballspielen in der Schulmannschaft der Yokkaichi Chuo Technical High School. Seinen ersten Profivertrag unterschrieb er im Februar 2020 bei Gainare Tottori. Der Verein, der in der Präfektur Tottori beheimatet ist, spielte in der dritten japanischen Liga, der J3 League. Sein Drittligadebüt gab Yūya Taguchi am 27. Juni 2020 im Auswärtsspiel gegen die U23-Mannschaft von Cerezo Osaka. Hier wurde er in der 64. Minute für Yū Ōkubo eingewechselt. Nach 84 Drittligaspielen wechselte er zu Beginn der Saison 2023 zum ebenfalls in der dritten Liga spielenden FC Gifu. Nach 53 Ligaspielen, in denen er 14 Treffer erzielte, unterschrieb er im Juli 2024 in Kanazawa einen Vertrag beim Zweitligisten Zweigen Kanazawa. Hier stand er bis Saisonende unter Vertrag und bestritt 13 Ligaspiele. Im Januar 2025 verpflichtete ihn der Zweitligist Ehime FC.